# Johannes Petrus Judocus Wierts

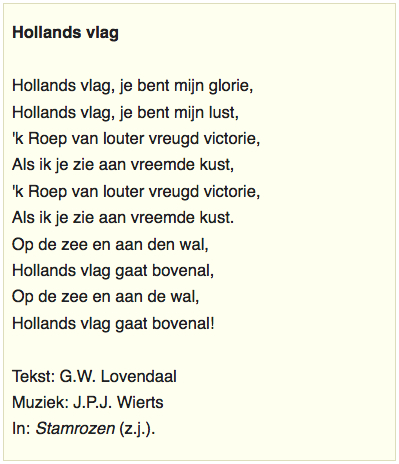
De eerste van 4 strofen. Tekst en muziek naar de liedbundel Kun je nog zingen. Muziek afspelen (midi, 34 sec.):
Bestand:Lovendaal-Wierts-hollands-vlag-glorie-muziek.mid

Johannes Petrus Judocus Wierts (Gennep, 9 april 1866 – Den Haag, 19 februari 1944) was een Nederlandse componist.
Hij was een pleitbezorger voor Nederlandse muziek en schreef zijn muziek uitsluitend op Nederlandse teksten. Onder meer liedjes als 'Hollands vlag, je bent mijn glorie' (tekst: G.W. Lovendaal) en 'Onder moeders paraplu' (tekst: Anna Sutorius) zijn door hem getoonzet.

## Leven en werk
Johannes Wierts was de zoon van Wilhelmus Petrus Wierts en Johanna Catharina Wierts-Moors. Zijn derde naam is een vernoeming naar oom Judocus Wierts. Zijn broer Willem Wierts was rector in Venray. Johannes Wierts kreeg zijn muziekopleiding van Nicolaus Adrianus Janssen, speelde piano en orgel en was thuis in de compositieleer.
Wierts trouwde op 19 januari 1904 met Albertina Maria Bakker. Het echtpaar kreeg voor zover bekend vier kinderen. Hij was enige tijd woonachtig in Oude Delft 159. Hij gaf les aan gymnasium der Jezuïeten in Katwijk aan den Rijn, was organist en koordirigent te Gorinchem en muziekdirecteur te Delft. In Delft was hij veertien jaar lang organist van de Sint-Hippolytuskerk. Vanaf 1910 was hij muziekleraar te Den Haag.
Wierts componeerde voornamelijk liedjes, waaronder het bekende 'Onder moeders paraplu', op een liedtekst van Anna Sutorius. Hij gaf ook Ons Hollandsch lied uit en de muzikale declamatie. Sommige liedbundels haalden meer dan vijftig drukken en in 1944 was zijn aantal gedrukte exemplaren meer dan 2.500 000 stuks. Zijn Hollandse mis was populair, maar werd nooit officieel uitgegeven, alhoewel er een versie in het Maleis van verscheen.
Hij was ridder in de Orde van Oranje Nassau en in het bezit van de kerkelijke onderscheiding Pro Ecclesia et Pontifice. Johannes Wierts overleed op 19 februari 1944 in de leeftijd van 77 jaar. Hij werd bijgezet in het familiegraf op het St. Barbarakerkhof.
In Tilburg is een straat in een componistenwijk naar hem genoemd: Wiertsstraat.

## Werk
Een greep uit de liedjes waarvan Wierts de muziek componeerde.
- 'Hollands vlag, je bent mijn glorie' (tekst: G.W. Lovendaal)
- 'Polder met jouw witte wegen en jouw sloten aan den kant' (tekst: C.S. Adama van Scheltema)
- 'Onder moeders paraplu' (tekst: Anna Sutorius)
- 'Klein poppedijntje, donderidon' (tekst: Anna Sutorius)
- 'Een aardig, klein wit poesje was op de wandeling' (tekst: Anna Sutorius)
- 'Prinsesje in de tuin' (tekst: Anna Sutorius)
- 'Wie zal er ons kindeke douwen' (tekst: René de Clercq)
- 'Ek sal nou maar so saggies aan na bed toe gaan' (tekst: A.D. Keet)
- 'Ek sing van die wind wat tekeer gaan' (tekst: C.L. Leipoldt)
- 'Broeders, de wereld lijdt pijn' (tekst: Bernard Verhoeven)
- 'Ringel ringel rozenkrans' (tekst: J.M. Reijnders)
- 'Wat hebben de ganzen voor kleeren aan' (tekst: J.M. Reijnders)
- 'Hakke, hakke bom! Jantje ligt weer om' (tekst: J.M. Reijnders)

'Hollands vlag, je bent mijn glorie' (tekst G.W. Lovendaal) werd opgenomen in de populaire liedbundel Kun je nog zingen, zing dan mee (1906). Door de populariteit en lange drukgeschiedenis van dit liedboek (41e druk in 1986) bleef dit decennialang een in ruime kring bekend liedje.

### Werklijst
De officiële werklijst van J.P.J. Wierts:
- opus 1: Onze Vader.
- opus 2: Stormen in Mei
- opus 3: Pauslied
- opus 4: Aan een bruid.
- opus 5: Lied.
- opus 6: Guido Gezelle, bundel I voor hoge stem
- opus 7: Guido Gezelle, bundel II voor middenstem
- opus 8: Liederen voor 't volk I
- opus 9: Liederen voor 't volk II
- opus 10: Liederen voor 't volk III
- opus 11: Liederen voor 't volk IV
- opus 12: Communie-liederen voor klein en groot, 1e bundel
- opus 13: Kerstliederen voor klein en groot, 2e bundel
- opus 14: Smeekbede voor den Paus, lied voor bariton.
- opus 15: Schetsen uit de kinderwereld, voor school en huis
- opus 16: Zuid-Afrikaansche - Volkswijsjes.
- opus 17: Jong Nederland, voor school en huis, 20 Kinderliederen
- opus 18: Oranjekindje
- opus 19:, Stamrozen, Nederlandse liederen.
- opus 20: Kerstcantate, voor 4-stemmig mannenkoor, tenor- en baritonsolo en orgel
- opus 21: Sex Cantica, a-capella
- opus 22: Haec Dies, 4-stemmig mannenkoor met baritonsolo en orgel
- opus 23: Dag van toorn (Dies Irae) 4-stemmig mannenkoor a-capella
- opus 24: Het lied van den arbeid, 4-stemmig mannenkoor a-capella
- opus 25: Zee kiezen, a-capella
- opus 26: Pauscantate, 4-stemmig mannenkoor, kwartet, tenor- en baritonsolo, piano en orgel
- opus 27: Zomergod, a- apella.
- opus 28: Sanctus, a-capella.
- opus 29: Droornendans, a- capella.
- opus 30: Gezelle, band III voor mannenkwartet
- opus 31: Fantasie voor mannenkwartet
- opus 32: Moeder en kind voor mannenkwartet
- opus 33: 't Muizeke voor mannenkwartet
- opus 34, Drie liederen, met sopraan solo:
  - 't Moederke alleen
  - Oranjelied
  - 'k Hoor tuitend hoornen.
- opus 35: Liederen voor 't volk, ze serie.
- opus 36: Ruw en Zacht, mannenkwartet met sopraansolo, piano of strijkkwintet.